# Ratti matti
Ratti matti (Ratz) è una serie televisiva animata franco-canadese prodotta da Xilam e Tooncan nel 2003. La serie è costituita da 52 puntate della durata di 10 minuti ciascuna ed è stata trasmessa dall'emittente France 3 nello stesso anno. In Italia la serie ha esordito con notevole ritardo, su Premium Play a partire dal 2 agosto 2012 fino al 4 ottobre dello stesso anno. Dal 25 novembre 2013 la serie va in onda in chiaro su Boing con doppi episodi.

## Trama
La serie narra le avventure e le sventure di Razmo e Rapido, due ratti amici che vivono su una nave trasporto.
In quasi ogni episodio conoscono e fanno cose con nuovi e vecchi personaggi, cercando di aiutarli o buttarli a calci con le loro Moto-Rat e con i formaggi nella nave.
In ogni avventura impareranno molte cose e diventeranno più uniti e fiduciosi l'uno nell'altro come fossero fratelli e vivranno momenti mai immaginabili.

## Protagonisti
- Razmo (voce originale: Eríc Judor, voce italiana: Pietro Ubaldi)

Razmo è un ratto basso che indossa una tuta blu, amico di Rapido da quando sono nati. Razmo è un ratto molto intelligente, che con l'aiuto di Rapido costruisce le Motorat che utilizzano nei modi più disparati. Spesso Razmo aiuta o salva Rapido, il quale tiene molto al suo amico; altrettanto spesso i due litigano, per poi fare pace. Nella puntata finale Razmo riesce a scappare dalla nave insieme al suo amico Rapido.
- Rapido (voce originale: Ramzy Bedia, voce italiana: Giorgio Melazzi)

- Il Capitano (voce originale: Gérard Rinaldi, voce italiana: Riccardo Rovatti)

Un marinaio scozzese e veterano del mare. È l'unica persona a sapere dove sia effettivamente diretto il carico di formaggio della nave. Di solito appare come un capitano serio i cui ordini vengono eseguiti immediatamente, ma in alcune occasioni, specialmente durante i momenti di crisi, si dimostra un personaggio ridicolmente eccentrico e goffo.
- Svetlana  (voce originale: Sylviä Bergé, voce italiana: Stefania Patruno)

L'ingegnera russa. Si occupa della manutenzione della nave cargo, riparando tubature e facendo in modo che la nave non subisca guasti. In rare occasioni mostra anche il suo lato femminile e la si vede molto sovente parlare o tramare qualcosa con Cucin.
- Cucin (voce originale: Emmanuel Garijo, voce italiana: Diego Sabre)

Il cuoco asiatico. È l'unica persona dell'equipaggio che si impegna a fondo a dare la caccia ai due ratti, spesso ricorrendo ad animali quali un gatto o un riccio. Nonostante i suoi anni di esperienza culinaria, Cucin prepara quasi sempre souffle, fonduta o sushi per la ciurma. Nel caso in cui il cuoco asiatico porti a bordo degli animali per farne dei piatti per la ciurma, Razmo e Rapido s'intromettono nel tentativo di salvarli. Curiosamente, il menù dell'equipaggio prevede la maggior parte delle volte formaggio o cibi conditi dallo stesso, che Svetlana detesta e a cui Cucin dichiara esserne leggermente allergico.

### Personaggi minori
Nel corso della serie i due ratti conoscono numerosi altri animali, che si intrufolano di nascosto a bordo della nave, ci finiscono in seguito a incidenti di varia natura, oppure Razmo li fa entrare di soppiatto, mentre in rari casi vengono salvati dalle grinfie di Benny.
- Loop (doppiato da Marco Balzarotti): il rivale presumibilmente di origini italiane di Rapido, che appare nell'episodio "La sfida". Simile ad esso nell'aspetto, con la differenza che Loop indossa una giacca blu, ha dei capelli rossi e porta degli occhiali da sole. Gareggia contro Rapido per dimostrare chi è il migliore, ma viene sconfitto.
- Il bulldog: un cane dal pelo blu che viene preso a bordo dalla ciurma nell'episodio "L'autostoppista". Provocato dai due ratti, quando sale a bordo da loro la caccia. Razmo costruisce un suo sosia robot per far sì che il cane venga punito e scacciato dalla nave. Il piano funziona ma alla fine Razmo per pietà dell'animale lo lascia andare a patto che lui non li aggredisca.
- Tomo: un grasso mastino campione di wrestling canino che Benny, incuriosito, porta a bordo. Idolatrato da Rapido, affronta Razmo in una specie di incontro di sumo, ma sia lui con i suoi assistenti che i due ratti si ritroveranno a dover sfuggire al cuoco asiatico.
- Jordy (doppiato da Cinzia Massironi): il nipote del capitano. Quando scopre Razmo e Rapido decide di smascherarli e portare le prove a suo zio. Tuttavia, non viene creduto e alla fine, per punizione, è costretto a pulire il ponte della nave.
- Il topolino: un piccolo topo a pelo verde che si rifugia spaventato a bordo della nave nell'episodio "Topo da brivido". Lui e il suo amico Ned cercano di scappare da un mostro che dà loro la caccia. Alla fine si scopre che il topolino è lui stesso il mostro, in quanto affetto da licantropia e perciò con la luna piena si trasforma in un topo mannaro. Al termine dell'episodio Razmo gli fabbrica un'armatura speciale per proteggerlo dagli effetti dei raggi lunari.
- Ned: una scimmia amica del topolino a pelo verde che appare in "Topo da brivido".
- Famiglia di topi: una famiglia di topi di origini campane composta da padre, madre e figlio. Parlano con accento napoletano e risultano presto una presenza invadente nella nave, al punto che Razmo e Rapido escogitano uno stratagemma per farli andar via.
- Super-rat: l'alter ego di Rapido, presente nell'episodio 30: "La leggenda di Super-rat". Indossa un'armatura arancione che presuppone una parodia di Iron Man. Come Rapido, anche Super-rat è presuntuoso e si complimenta continuamente con sé stesso.
- Ratman: alter ego di Razmo e probabile parodia di Batman, in quanto usa la Moto-rat per spostarsi e usa congegni simili a quelli del noto supereroe. Il nome risulta un tributo all'omonimo supereroe creato da Leo Ortolani.
- Steve: il computer navigatore installato da Razmo sulle Moto-rat nel primo episodio, "Stop", per evitare che i due ratti corrano a una velocità troppo elevata e si facciano male come accade a lui durante un incidente. Essendo un intralcio per andare in soccorso di Rapido, Razmo lo disattiva.
- Lo sterminatore di topi: un disinfestatore specializzato in derattizzazione, chiamato dal capitano per eliminare Razmo e Rapido una volta per tutte. I due roditori gli daranno del filo da torcere e alla fine il disinfestatore in preda alla follia decide di far esplodere la nave come ultima risorsa. Il capitano dice di averlo trovato "al sindacato della disinfestazione".
- Lenny: una vongola che si ritiene un' "aragosta fuori dal guscio". Un evaso ricercato dalla polizia marittima che ha rubato il carapace di un'aragosta di nome Frank e che si spaccia per uno psicologo motivazionale. Sotto questa copertura cerca di risollevare l'autostima di Razmo. Quando Rapido scopre chi è realmente, Lenny cerca di fare in modo che Razmo lo elimini, ma il suo piano non riesce e viene smascherato e arrestato.
- Bruce Louis e Abdullah Bdullah: due topi esperti di kung fu che intendono impadronirsi della nave. Parodie rispettivamente di Bruce Lee e Kareem Abdul-Jabbar nel film L'ultimo combattimento di Chen (Game of Death).

## Le Moto-Rat
Elemento caratteristico di questa serie sono le Moto-Rat (in lingua originale ratboards), un mezzo di trasporto derivato dalla tradizionale trappola per topi associata da un esoreattore fissato posteriormente. La Moto-rat permette ai roditori di muoversi velocemente sia all'interno che all'esterno della nave, anche con acrobazie aeree incredibili. Rapido è molto affezionato alla sua Moto-rat e spesso sfida Razmo in gare di velocità nelle quali il più delle volte vince lui.

## Episodi
1. FERMATO!
2. Caccia al tesoro
3. Il ladro che veniva dal freddo
4. A secco
5. Ciao, pollo!
6. Azione!
7. Il genio
8. Il piccolo orfano
9. L'autostoppista
10. I padrini
11. Forme tossiche
12. Formaggio in mare!
13. Il formaggio sogna?
14. Il ratto della perla
15. Mangia più che puoi
16. La maledizione di Rachamac
17. Sterminatori di topi
18. Bio-rischio
19. L'anno del topo
20. Il canto della sirena
21. Vicini molesti
22. Una regina al giorno
23. Truffa zen
24. Cacio connection
25. Questione di vitti
26. Ragamuffin
27. Topo da brivido
28. Tonno in scatola
29. 2001 Odissea nel formaggio
30. La specialità di Cuchin
31. Razmo principe delle tenebre
32. Uniti per sempre
33. La leggenda di super Rat
34. Aragosta motivazionale
35. Brother's Blue degli sgombri
36. Il bruco ciccione
37. Maestro di kung fu
38. Scimmie moleste
39. Il topo che diventò re
40. Invasione di conigli
41. Tomo, campione di wrestling
42. Le trame di Razmo and company
43. Amici per la vita
44. Cheeseball, che passione!
45. Techno-armadilli
46. La sfida
47. La stella cadente
48. Per Ernest
49. L'arca di Razmo
50. Dolce libertà
51. Sfida all'ultimo respiro
52. Spirito natalizio